# Vodní pólo na mistrovství Evropy v plaveckých sportech 1947
Zápasy ve vodním pólu na mistrovství Evropy v plaveckých sportech za rok 1947 proběhly v Monte Carlu, Monako ve dnech 10. až 14. září 1947.

## Československá stopa
V nominaci bylo 11 hráčů: Rudolf Kocourek (*???) z AC Sparta Praha, Jaroslav Kocourek (*???) z AC Sparta Praha, Arnošt Hromec (*1924) z SPK Bratislava, Ladislav Švehla (*???) z ČPK Praha, Vladimír Černý (*???) z SPK Bratislava, Miloslav Bočan (*???) z SPK Bratislava, Jiří Novotný (*???) z ČPK Praha, Raimund Šmarda (*1926) z SPK Bratislava, Průša (*???) z AC Sparta Praha, Kaberle (*???) z ČPK Praha, Jiří Landkammer (*???) z ČPK Praha.
základní skupina
- TCH – BEL 1:3 (0:1), Branky TCH: Vladimír Černý 1
- TCH – GBR 1:4 (1:2), Branky TCH: Jaroslav Kocourek 1

## Medailisté
| Muži | Zlato | Stříbro | Bronz |
| ---- | --- | --- | --- |
| Tým  | Itálie (ITA) (Gildo Arena, Emilio Bulgarelli, Pasquale Buonocore, Aldo Ghira, Mario Majoni, Geminio Ognio, Gianfranco Pandolfini, Tullio Pandolfini, Luigi Raspini, Umberto Raspini, Cesare Rubini) | Švédsko (SWE) (Rune Öberg, Rolf Julin, Roland Spångberg, Erik Holm, Åke Julin, Arne Jutner, Olle Olsson, Göte Andersson, Bo Lexander, Olle Johansson, ???) | Belgie (BEL) (Maurice de Buck, Henri De Pauw, Léon Desmet, Émile D'Hooge, Fernand Isselé, Georges Leenheere, René Lekime, François Maesschalck, François Pepermans, Paul Rigaumont, Willy Simons) |